# Nordostbayerische Bachtäler um Rehau
Nordostbayerische Bachtäler um Rehau este o arie protejată (arie specială de conservare — SAC, sit de importanță comunitară — SCI) din Germania întinsă pe o suprafață de 471,7 ha, integral pe uscat.

## Localizare
Centrul sitului Nordostbayerische Bachtäler um Rehau este situat la coordonatele 50°12′32″N 12°07′02″E / 50.2089°N 12.1172°E.

## Înființare
Situl Nordostbayerische Bachtäler um Rehau a fost declarat sit de importanță comunitară în noiembrie 2004 pentru a proteja 6 specii de animale. Situl a fost protejat și ca arie specială de conservare în aprilie 2016.

## Biodiversitate
Situată în ecoregiunea continentală, aria protejată conține 7 habitate naturale: Lacuri eutrofice naturale cu vegetație de tip Magnopotamion sau Hydrocharition, Cursuri de apă de la nivel de câmpie la nivel montan, cu vegetație Ranunculion fluitantis și Callitricho-Batrachion, Formațiuni ierboase bogate în specii de Nardus, dezvoltate pe substraturi silicioase în zone montane (și în zone submontane, în Europa continentală), Liziere de ierburi înalte hidrofile de câmpie și de nivel montan până la alpin, Fânețe de joasă altitudine (Alopecurus pratensis, Sanguisorba officinalis), Fânețe montane, Mlaștini turboase de tranziție și turbării mișcătoare.
La baza desemnării sitului se află mai multe specii protejate:
- amfibieni (1): triton cu creastă (Triturus cristatus)
- nevertebrate (4): fluturele auriu (Euphydryas aurinia), libelule (Leucorrhinia pectoralis), Margaritifera margaritifera, Unio crassus
- pești (1): cicar (Lampetra planeri)